# Corydoras melanotaenia
Corydoras melanotaenia är en fiskart som beskrevs av Regan 1912. Corydoras melanotaenia ingår i släktet Corydoras och familjen Callichthyidae. Inga underarter finns listade i Catalogue of Life.